# Volkswagen T-Prime Concept GTE
Le Volkswagen T-Prime Concept GTE est un concept de SUV dévoilé par Volkswagen au Salon de Pékin 2016. Il préfigure la troisième génération du Volkswagen Touareg.

## Histoire

### Dieselgate
En septembre 2015, Volkswagen était reconnu avoir installé un logiciel frauduleux dans les moteurs diesel de ses voitures. Accusé par la justice, il se prépare à de grosses sanctions judiciaires. 

### Modernisation de la gamme
À la suite du dieselgate, Volkswagen a décidé d'arrêter la production de quarante des modèles de ses marques, impliqués dans cette affaire dont la plupart ne sont pas très rentables, comme les Volkswagen Phaeton, Coccinelle Cabriolet, Golf Cabriolet, Skoda Roomster dont la seconde génération prévue fin 2015 est annulée. À la place, la marque a préféré se concentrer sur une gamme de SUV et crossovers par rapport au succès de ces véhicules à l'international.
Volkswagen avait dévoilé une série de concepts cars de ces véhicules de loisirs à de multiples salons. En 2016, il décide de renouveler ses modèles à gros volumes au plus vite et de sortir des modèles inédits afin que l'affaire des moteurs truqués de voitures VW ne fasse chuter ses ventes. Au Salon de Genève 2016, la marque présente le concept T-Cross Breeze sous la forme d'un cabriolet 2 portes préfigurant le T-Cross de série et au Salon de Pékin, il dévoile le T-Prime Concept GTE.

## Design
Ce concept se caractérise par des phares effilés qui relient une grande calandre à barrettes chromées intégrant les feux de jour à LED, des boucliers lumineux en forme de crochet, des ailes galbées, des plis de carrosserie flancs et des feux arrière à technologie entourés de trois paires de bandes. 

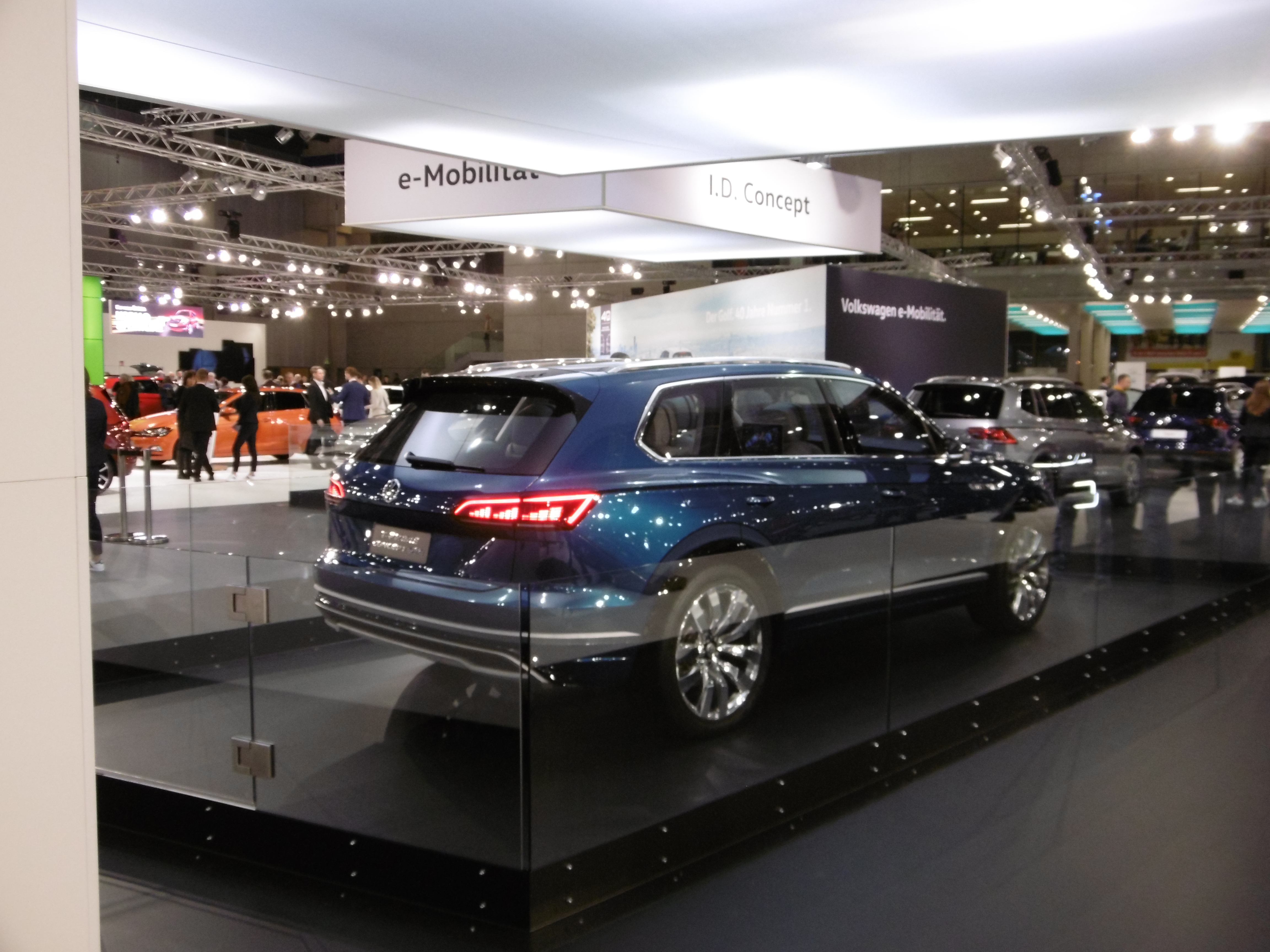
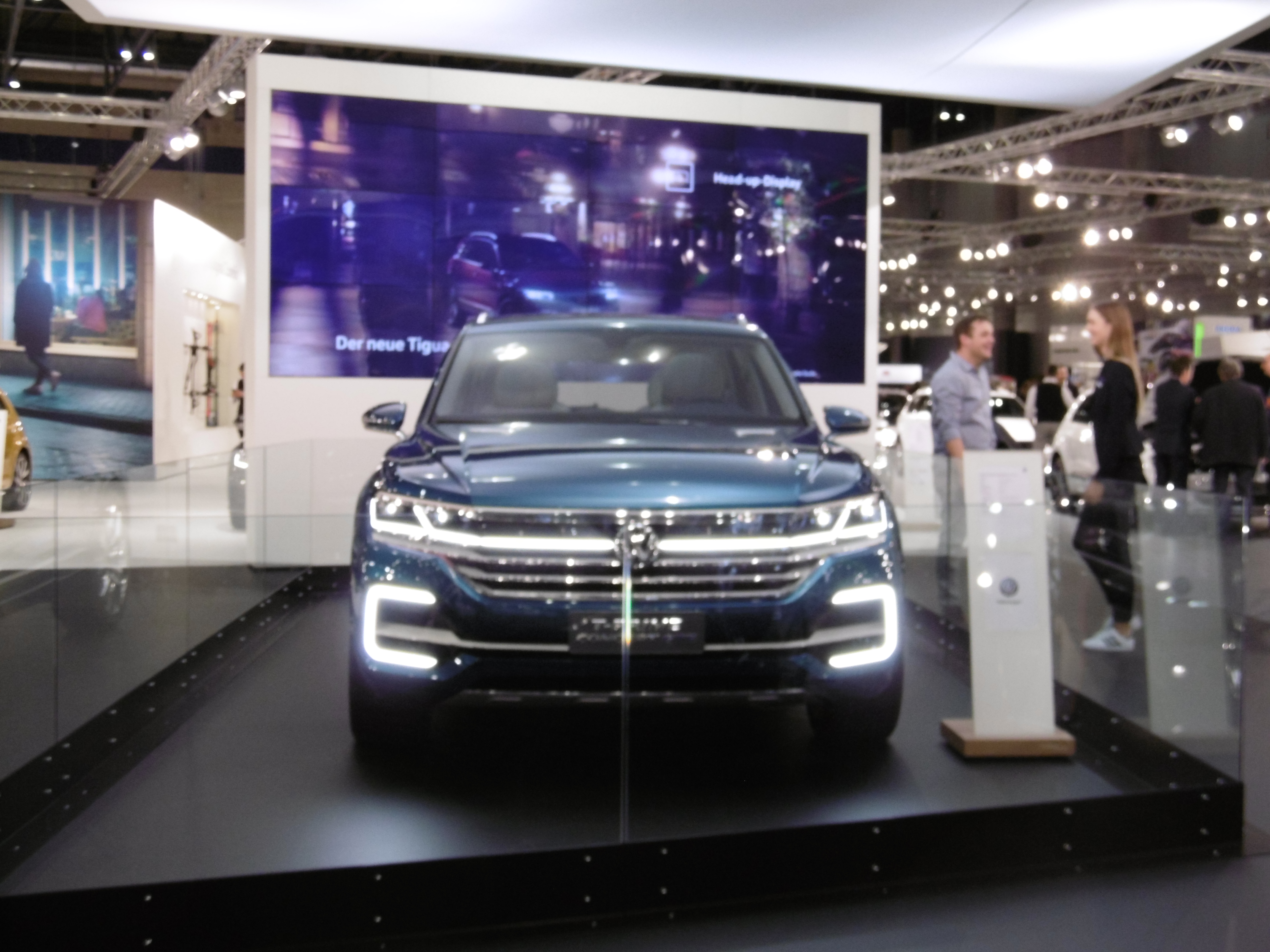
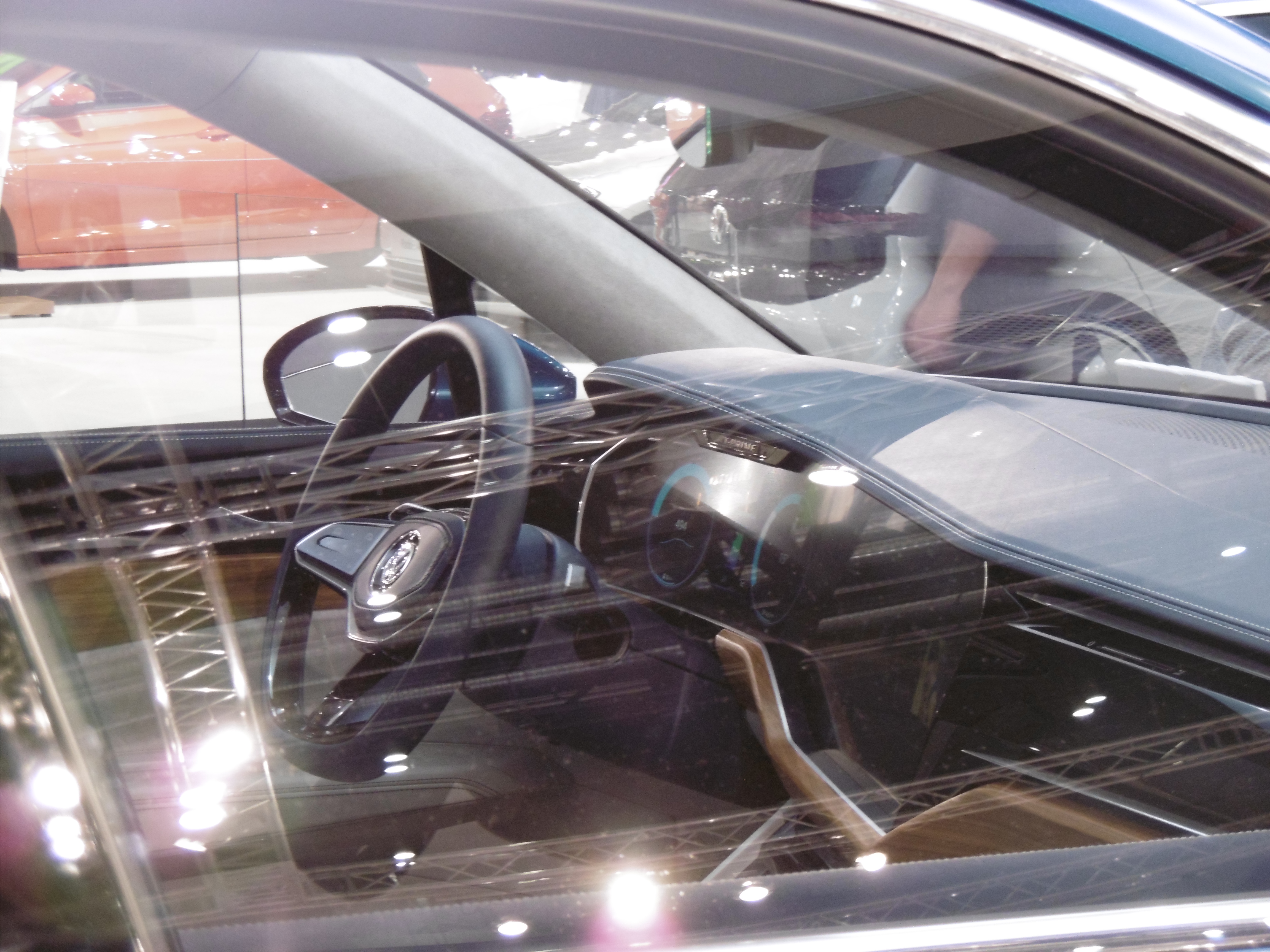
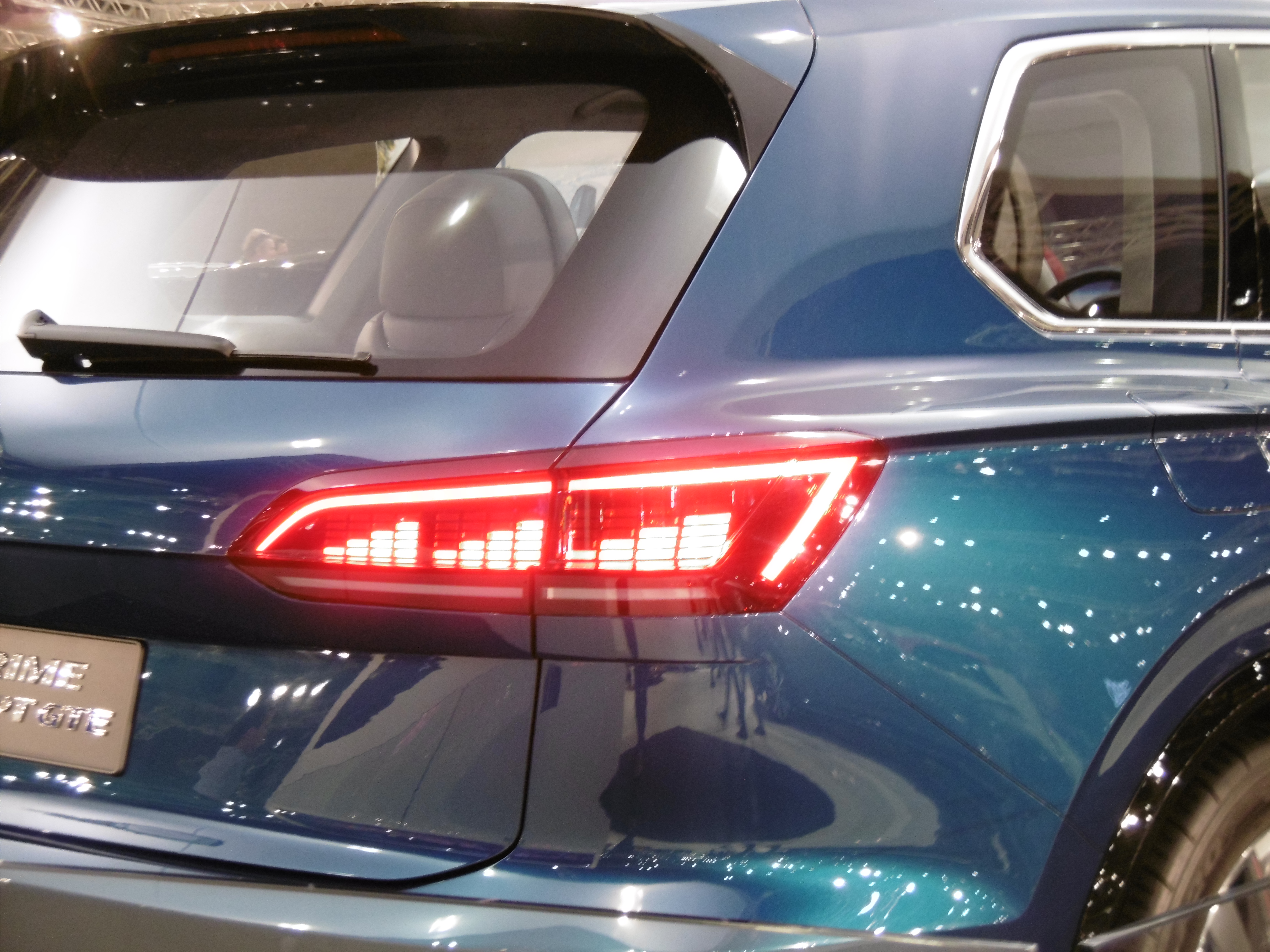